# آکیتاکه کونو
آکیتاکه کونو (به ژاپنی: 河野 秋武 Kōno Akitake)؛ ( ۸ اکتبر ۱۹۱۱ – ۱۷ مارس ۱۹۷۸) یک هنرپیشه اهل ژاپن بود.
از فیلم‌ها یا برنامه‌های تلویزیونی که وی در آن نقش داشته است می‌توان به مردانی که بر دم ببر گام می‌نهند، سانشیرو سوگاتا، از جوانی گله‌ای نداریم، سانشیرو سوگاتا قسمت دوم، سانشوی مباشر اشاره کرد.